# 叶夫根尼·亚历山德罗维奇·列别杰夫
列别杰夫男爵叶夫根尼·亚历山德罗维奇·列别杰夫（羅馬化：Evgeniy Aleksandrovich Lebedev；1980年5月8日—）是一位俄罗斯裔英国商人，拥有列别杰夫控股有限公司，而该公司又拥有《旗帜晚报》和 ESTV（伦敦直播）。他也是《独立报》的投资者。
2020年7月，列别杰夫因慈善事业和媒体服务而被英国首相鲍里斯·约翰逊提名为终身贵族，此举招致批评。2020年11月，他被任命为上议院终身贵族，即列别杰夫勋爵。他的全称是列别杰夫男爵，来自泰晤士河畔里士满伦敦自治市和俄罗斯联邦西伯利亚的汉普顿。